# Aldeas juveniles en Israel

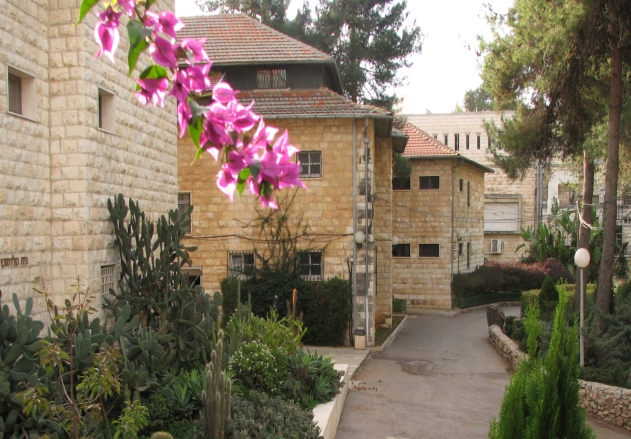
Havat HaNoar HaTzioni. (aldea juvenil Israel Goldstein).

Una aldea juvenil (en hebreo: כפר נוער, Kfar Noar ) es un modelo de escuela en régimen de internado que fue desarrollado por los judíos del Mandato británico de Palestina en los años 1930 para grupos de niños y adolescentes que huían de los nazis. Recha Freier  creó la organización Aliá Joven en Alemania, posteriormente, Henrietta Szold, con la ayuda de la organización Hadassah, se sumó al proyecto, creando un complejo educacional que unía elementos del internado europeo y el kibutz israelí.

## Historia
La primera aldea juvenil fue llamada Mikvé Israel. Los años 40 y 50 del siglo XX, fueron un periodo de inmigración masiva a Israel, las aldeas juveniles fueron una herramienta importante en la absorción de los inmigrantes. Las aldeas juveniles fueron establecidas durante este periodo por la Agencia Judía y las organizaciones WIZO y Na'amat. Después de la creación del Estado de Israel. El ministerio de Educación israelí se hizo cargo de la administración de las aldeas juveniles, pero no de su propiedad.
El poblado juvenil de Hadassa Neurim, fue fundado por Akiva Yishai, y fue la primera escuela vocacional por los chicos de la joven aliyá, que hasta entonces solamente habían recibido una formación agrícola. Desde los años 60 y hasta los años 80, los jóvenes de hogares rotos o con diversos problemas eran enviados a las aldeas juveniles. Hoy algunos de los poblados han cerrado, pero muchos siguen ofreciendo un marco educacional para los jóvenes inmigrantes, otros han introducido programas para estudiantes dotados de barrios desfavorecidos, programas de intercambio para estudiantes de instituto extranjeros y asimismo disponen de instalaciones de formación vocacional. Algunos funcionan como institutos y aceptan a estudiantes no residentes.
En 2007, la aldea juvenil Yemin Orde, que había sido establecida a principios de los años 50 del siglo xx en el Monte Carmelo, tenía una población estudiantil que consistía en jóvenes de todo el mundo, incluyendo entre ellos a refugiados musulmanes de Darfur. El poblado ofrece un refugio seguro para niños y adolescentes entre 5 y 19 años de edad. Una aldea juvenil construida a semejanza del modelo israelí, ha sido establecida en Ruanda.

## Estrategia educacional
La educación residencial tiene un valor especial para los dos grupos de población de la joven aliyá: la juventud inmigrante y los jóvenes que provienen de grupos sociales desfavorecidos. Crea un entorno fuerte que neutraliza la influencia negativa de un vecindario no privilegiado, promueve la integración social, y proporciona un amplio abanico de actividades extracurriculares que pueden no estar disponibles en el entorno del hogar. 
Un curso de formación policial, tuvo lugar en 2004 en la aldea juvenil de Kannot y posteriormente fue impartido en la aldea juvenil de Nir HaEmek y en la aldea juvenil de Hodayot. Se ha demostrado que los jóvenes con una baja autoestima tienen éxito en dichos programas. 18 de cada 20 estudiantes en Kannot han cursado estudios policiales, dichos estudios incluyen criminología, sociología y equitación, los participantes en dicho curso se han graduado con certificados de matriculación. Actualmente, hay unas 60 aldeas juveniles en Israel, con una población estudiantil de 18 000 personas.

## Aldeas juveniles en Israel
| - Adanim - Ahava - Alonei Yitzhak - Aluma - Ayanot - Beit Apple - Ben Shemen - Ben Yakir - Eshel HaNasi - Givat Washington - Hadassah Neurim - Hadassim | - HaKfar HaYarok - Hodayot - Havat HaNoar HaTzioni - Ibim - Kannot - Kedma - Kfar Batia - Kfar HaNoar HaDati - Kfar Silver - Kiryat Ye'arim - Magdiel | - Manof - Meir Shfeya - Mikvé Israel - Mevo'ot Yam - Mosenson - Neve Amiel - Neve Galim - Neve Hadassah - Nitzana - Ramat Hadassah - Yohana Jabotinsky - Yemin Orde |